# Мерида (Шпанија)
Мерида (шп. Mérida) град је у шпанској аутономној заједници Екстремадура. Налази се на централнозападном делу Шпаније, у покрајини Бадахоз. Према попису из 2009. у њему живи 56 395 становника. У њој се налази чувено археолошко налазиште које се од 1993. налази на Унесковој листи светске баштине.

## Историја
Град је основан 25. п. н. е. под именом Emerita Augusta. Основан је по наређењу цара Октавијана Августа, са циљем да штити прелаз и мост преко реке Гвадијана. Касније је постао престоница провинција Лузитаније и један од најзначајних градова римског царства. У Мериди су остали очувани бројни значајни споменици архитектуре из тог периода.
Након пада Западног римског царства, током периода владавине Визигота град је знатно напредовао, посебно у време када је био престоница Хиспаније. Муслиманска војска под командом Мусе ибн Нусаира је 713. године освојила Мериду.
Град је поново враћен под власт Хришћана 1230. када га је заузео Алфонсо IX од Леона. Период брзог опоравка града је отпочео након уједињења Круне Арагона и Круне Кастиље у 15. веку. Током Наполеонових освајања многи градски споменици и значајни објекти су оштећени или потпуно уништени.

## Становништво
Према процени, у граду је 2008. живело 55.568 становника.

| 1981.  | 1989.  | 1991.  | 2001.  | 2002.  |
| ------ | ------ | ------ | ------ | ------ |
| 41.027 | 49.284 | 49.284 | 50.271 | 50.271 |

## Градови побратими
- Мерида
- Мерида (Мексико)
- Мерида
- Ел Пасо

### Партнерски градови
- Рим